# Mats van Sabben
Mats van Sabben, född 26 augusti 2000, är en nederländsk roddare.

## Karriär
Vid EM 2025 i Plovdiv tog van Sabben silver i scullerfyra tillsammans med Lucas Keijzer, Simon van Dorp och Gert-Jan van Doorn.